# U 105 (1940)
U 105 (1940) byla německá ponorka dalekého dosahu typu IX B postavená před 2. světovou válkou pro německé válečné námořnictvo (Kriegsmarine). V období prosinec 1940 až června 1943 vyplula na 9 bojových plaveb. U 105 potopila 22 spojeneckých lodí o celkové tonáži 123 924 BRT a 1 válečnou loď o celkové tonáži 1 546 BRT. Do služby byla zařazena 10. září 1940 pod velením Georga Schewe. Dalšími veliteli byli Heinrich Schuch, Hans-Adolf Schweichel a posledním velitelem byl Jürgen Nissen.

## Konstrukce
Ponorka U 105 byla objednána 24. května 1938 v loděnicích Deutsche Schiff- und Maschinenbau Aktiengesellschaft (Deschimag) pod výrobním číslem 968. Výroba byla zahájená 16. listopadu 1939. Na vodu byla spuštěna 15. června 1940. Do služby byla zařazena 10. září 1940. Typ IX B byla delší než původní ponorky typu IX. Na hladině měla výtlak 1 051 tun, při ponoření 1 178 tun. Ponor byl 4,7 m, výška 9,6 m. Pohon tvořily dva devíti válcové diesel motory MAN M 9 V 40/46 o celkovém výkonu 4 400 PS (3 240 kW) k pohonu na hladině a dobíjení baterií. K plavbě pod vodu sloužily dva elektromotory Siemens-Schuckert 2 GU 345/34 o celkovém výkonu 1000 PS (740 kW). Dvě lodní hřídele poháněly ponorku pomocí lodních šroubů o průměru 1,92 m. Mohla se potopit a plout až 230 m pod hladinou moře. Její maximální rychlost byla 18,2 uzlů (33,7 km/h) na hladině a 7,3 uzlů (13,5 km/h) pod hladinou. Dosah byl 12 000 námořních mil (22 000 km) při rychlosti 10 uzlů (19 km/h), pod vodou při rychlosti 4 uzly (7,4 km/h) urazila 64 námořních mil (119 km).

## Historie služby
U 105 od 10. října 1940 do 31. prosince 1940 byla zařazena k jako výcviková ponorka 2. ponorkové flotily–školní ve Wilhelmshavenu. Od 1. ledna 1941 do 2. června 1943 byla převelena pod 2. ponorkovou flotilu (německy 2. U-Flottille, anglicky 2nd U-boat Flotilla) ve Wilhelmshaven pak v Lorientu ve Francii. Během své služby se zúčastnila čtyř vlčích smeček.

### První bojová plavba
Na první bojovou plavbu ponorka U 105 vyplula z Kielu 24. prosince 1940 a vrátila se 31. ledna 1941 do Lorientu. Operační prostor byl v Severním moři, severozápadně od Irska a západně od Severního průlivu. Potopila 3 lodi o celkové tonáži 14 923 BRT.
| Datum          | Jméno      | Příslušnost | Tonáž [BRT] | Konvoj | Pozice          |
| -------------- | ---------- | ----------- | ----------- | ------ | --------------- |
| 9. ledna 1941  | Bassano    | UK          | 4 843       |        | 57°57′N 17°42′W |
| 26. ledna 1941 | Heemskerk  | Nizozemsko  | 6 516       | SL 61  | 53°43′N 16°07′W |
| 26. ledna 1941 | Lurigethan | UK          | 3 564       | SL 61  | 53°50′N 15°40′W |

Konvoj SL 61 byl bombardován německými letadly. 20. ledna 1941 byla zapálená nizozemská nákladní loď Heemskerk. 26. ledna 1941 ji torpédovala a potopila U 105. Další útok Luftwaffe byl 23. ledna 1941, kdy byla potopená nákladní loď Langleegors (UK) a nákladní loď Lurigethan byla bombardována a zapálená, o tři dny později 26. ledna 1941 byla ponorkou U 105 torpedována a potopena.

### Druhá bojová plavba
Na druhou bojovou plavbu U 105 vyplula 22. února 1941 z Lorientu a vrátila se 13. června 1941. Operační prostor byl v jižní části Atlantiku u Pernambuco, Kanárských ostrovů u pobřeží Freetownu a ve centrální části Atlantského oceánu. U 105 potopila 12 lodí o celkové tonáži 71 450 BRT. Dne 4. března 1941 v Las Palmas ponorka U 105 doplnila 70 m³ paliva. Od 29. března 1941 do 1. dubna 1941 doplnila z pomocného křižníku Kormoran 13 torpéd a zásoby paliva a pitné vody. Od 8. do 9. dubna 1941 doplnila ze zásobovací lodi Nordmark 36 m³ paliva a opět z Nordmark 4. května 1941 doplnila 107 m³ paliva. Od 20. do 21. května 1941 doplnila ze zásobovací lodi Egerland tři torpéda, proviant a 100 m³ paliva.
| Datum           | Jméno            | Příslušnost | Tonáž [BRT] | Konvoj | Pozice          |
| --------------- | ---------------- | ----------- | ----------- | ------ | --------------- |
| 8. března 1941  | Harmodius        | UK          | 5 229       | SL 67  | 20°35′N 20°40′W |
| 18. března 1941 | Medjerda         | UK          | 4 380       | SL 68  | 17°N 21°W       |
| 19. března 1941 | Mandalika        | Nizozemsko  | 7 750       | SL 68  | 18°16′N 21°26′W |
| 21. března 1941 | Benwyvis         | UK          | 5 920       | SL 68  | 20°N 26°W       |
| 21. března 1941 | Clan Ogilvy      | UK          | 5 802       | SL 68  | 20°04′N 25°45′W |
| 21. března 1941 | Jhelum           | UK          | 4 038       | SL 68  | 21°N 25°W       |
| 5. dubna 1941   | Ena de Larringa  | UK          | 5 200       | OB 276 | 1°10′N 26°00′W  |
| 6. května 1941  | Oakdene          | UK          | 4 255       | OG 59  | 6°19′N 27°55′W  |
| 13. května 1941 | Benyrackie       | UK          | 6 434       | OB 312 | 0°49′N 20°15′W  |
| 15. května 1941 | Benvenue         | UK          | 5 920       | OB 314 | 4°27′N 18°25′W  |
| 16. května 1941 | Rodney Star      | UK          | 11 803      |        | 5°03′N 19°02′W  |
| 1. června 1941  | Scottish Monarch | UK          | 4 719       | OB 319 | 12°58′N 27°20′W |

Německé vrchní velení námořnictva (Oberkommando der Marine) navedlo na konvoj SL 67 ještě ponorku U 124.
Potopení lodi Mandalia je podle Seznamu potopených lodí v březnu 1941 (list of shipwrecks in March 1941) přičteno ponorce U 106.

### Třetí bojová plavba
Na třetí bojovou plavbu U 105 vyplula 3. srpna 1941 z Lorientu a vrátila se 20. září 1941. Operační prostor byl v severním Atlantském oceánu, jihozápadně od Islandu. U 105 potopila jednu loď o celkové tonáži 1 549 BRT. Ponorka U 105 se zúčastnila vlčí smečky Grönland.
| Datum          | Jméno   | Příslušnost | Tonáž [BRT] | Konvoj | Pozice          |
| -------------- | ------- | ----------- | ----------- | ------ | --------------- |
| 11. srpna 1941 | Montana | Panama      | 1 549       | SC 42  | 63°40′N 35°50′W |

### Čtvrtá bojová plavba
Na čtvrtou bojovou plavbu U 105 vyplula 8. listopadu 1941 z Lorientu a vrátila se 13. prosince 1941. Operační prostor byl v severní části Atlantského oceánu, v Dánském průlivu, u Newfoundlandu a u mysu Cape Race. Nebyly potopeny ani poškozeny žádné lodě. U 105 se zúčastnila vlčí smečky Steuben.

### Pátá bojová plavba
Na pátou bojovou plavbu U 105 vyplula 25. ledna 1942 z Lorientu a vrátila se 8. února 1942. Operační prostor v severní části Atlantského oceánu. U 105 potopila jednu loď o celkové tonáži 1 546 BRT.
| Datum          | Jméno      | Příslušnost | Tonáž [BRT] | Konvoj | Pozice          |
| -------------- | ---------- | ----------- | ----------- | ------ | --------------- |
| 31. ledna 1942 | HMS Culver | Royal Navy  | 1 546       | SL 98  | 48°43′N 20°14′W |

HMS Culver byl součástí eskortní skupiny 40 (EG 40), která doprovázela konvoj 26 lodí.

### Šestá bojová plavba
Na šestou bojovou plavbu U 105 vyplula 25. února 1942 z Lorientu a vrátila se 15. dubna 1942. Operační prostor v západní části Atlantského oceánu a u východního pobřeží USA, byly potopeny dvě lodě o celkové tonáži 10 005 BRT. V období od 27. až 18. června 1942 ponorka U 105 doplnila 43 m³ paliva z ponorky U 459.
| Datum           | Jméno         | Příslušnost | Tonáž [BRT] | Konvoj | Pozice           |
| --------------- | ------------- | ----------- | ----------- | ------ | ---------------- |
| 25. březen 1942 | Narrangansett | UK          | 10 389      |        | 34°46′N 67°40′W) |
| 27. březen 1942 | Svenør        | Norsko      | 7 616       |        |                  |

Tanker Svenør byl potopen u východního pobřeží USA, 300 km od mysu Hatteras, Severní Karolína.

### Sedmá bojová plavba
Na sedmou bojovou plavbu U 105 vyplula 7. června 1942 z Lorientu a vrátila se 30. června 1942. Při plavbě v Biskajském zálivu byla napadena australským hlídkovým hydroplánem Short Sunderland od 10. perutě RAAF. Ponorka byla poškozená a kvůli opravě plula do španělského přístavu Ferrol, kde byla od 12. června do 28. června 1942. Během plavby nepotopila ani nepoškodila žádnou loď.

### Osmá bojová plavba
Na osmou bojovou plavbu U 105 vyplula 23. listopadu 1942 z Lorientu a vrátila se 14. února 1943. Operační prostor byl u Azorských ostrovů a v západní Atlantského oceánu v Karibiku, u Francouzské Guyany, u ostrava Trinidad a Tobago. U 105 potopila čtyři lodě o celkové tonáži 19 844 BRT. 3. prosince 1942 ponorka U 105 doplnila 20 m³ paliva z ponorky U 118 a 3. února 1943 doplnila 40 m³ paliva z ponorky U 504.
| Datum             | Jméno             | Příslušnost | Tonáž [BRT] | Konvoj | Pozice          |
| ----------------- | ----------------- | ----------- | ----------- | ------ | --------------- |
| 14. prosince 1942 | Orfor             | UK          | 6 578       |        | 16°N 55°W       |
| 12. ledna 1943    | C.S. Flight       | UK          | 67          |        | 12°25′N 65°00′W |
| 24. ledna 1943    | British Vigilance | UK          | 8 093       | TM 1   |                 |
| 27. ledna 1943    | Cape Decision     | USA         | 5 106       | UGS 4  | 22°57′N 47°28′W |

Plachetnice C.S. Flight byla potopena palbou z děla.

### Devátá bojová plavba
Na devátou bojovou plavbu U 105 vyplula 16. března 1943 z Lorientu. Operační prostor v centrální části Atlantiku, u pobřeží Freetownu a u Dakaru. U 105 potopila jednu loď o celkové tonáži 4 669 BRT. Během plavby doplnila 19. května 90 m³ paliva z ponorky U 460.
| Datum           | Jméno              | Příslušnost | Tonáž [BRT] | Konvoj | Pozice         |
| --------------- | ------------------ | ----------- | ----------- | ------ | -------------- |
| 15. května 1943 | Marusso Logothetis | Řecko       | 4 669       |        | 5°28′N 14°28′W |

### Zničení
2. června byla ponorka U 105 napadena hydroplánem Potez-CAMS 141 od 141. perutě Svobodných Francouzů a byla potopena u pobřeží Dakaru, Senegal. Celá posádka 53 námořníků zahynula.

### Vlčí smečky
Ponorka U 105 se zúčastnila v průběhu bojových operací čtyř vlčích smeček
1. Hammer (5. srpna 1941 – 12. srpna 1941)
2. Grönland (12. srpna 1941 – 27. srpna 1941)
3. Markgraf (27. srpna 1941 – 11. září 1941)
4. Steuben (14. listopadu 1941 – 2. prosince 1941)